# Wieliszew (gemeente)
De gemeente Wieliszew (tot 31 1995 gmina Skrzeszew) is een landgemeente in het Poolse woiwodschap Mazovië, in powiat Legionowski.
Op 30 juni 2004, telde de gemeente 8268 inwoners.

## Oppervlakte gegevens
In 2002 bedroeg de totale oppervlakte van gemeente Wieliszew 102,23 km², waarvan:
- agrarisch gebied: 53%
- bossen: 25%

De gemeente beslaat 26,22% van de totale oppervlakte van de powiat.

## Demografie
Stand op 30 juni 2004:
| Omschrijving                   | Totaal | Totaal | Vrouwen | Vrouwen | Mannen | Mannen |
| ------------------------------ | ------ | ------ | ------- | ------- | ------ | ------ |
| eenheid                        | aantal | %      | aantal  | %       | aantal | %      |
| inwoners                       | 8268   | 100    | 4167    | 50,4    | 4101   | 49,6   |
| bevolkingsdichtheid (inw./km²) | 80,9   | 80,9   | 40,8    | 40,8    | 40,1   | 40,1   |

In 2002 bedroeg het gemiddelde inkomen per inwoner 2459,13 zł.

## Plaatsen
Góra, Janówek Pierwszy, Kałuszyn, Komornica, Krubin, Łajski, Olszewnica Nowa, Olszewnica Stara, Poddębie, Poniatów, Sikory, Skrzeszew, Topolina, Wieliszew.

## Aangrenzende gemeenten
Jabłonna, Legionowo, Nieporęt, Nowy Dwór Mazowiecki, Pomiechówek, Serock